# Gardner-Serpollet
A Société Gardner-Serpollet, inicialmente Société des Moteurs Serpollet Frères & Cie., e depois disso, Société Anonyme à Générateurs vaporization Instantanée Serpollet, foi uma fábrica francesa de veículos movidos a vapor. A denominação comercial era apenas Serpollet até 1900 e Gardner-Serpollet depois disso até o encerramento das atividades em 1907 com a morte de seu fundador, Léon Serpollet.

## Histórico

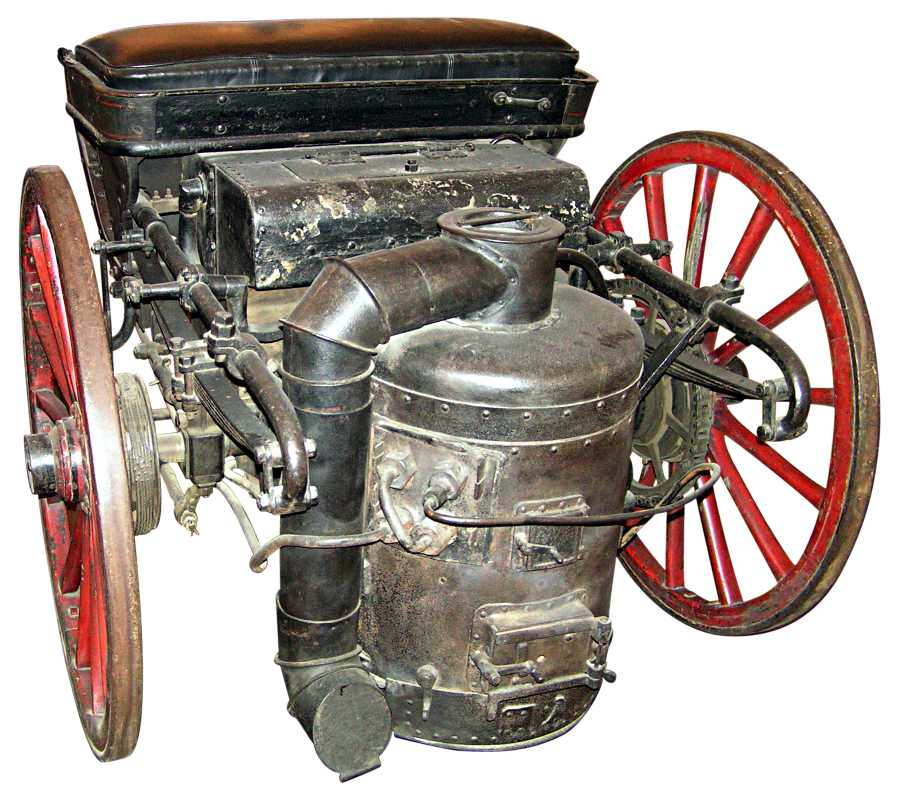
Um Triciclo Serpollet a vapor de 1888.

Um Gardner-Serpollet de 5 hp de 1900.

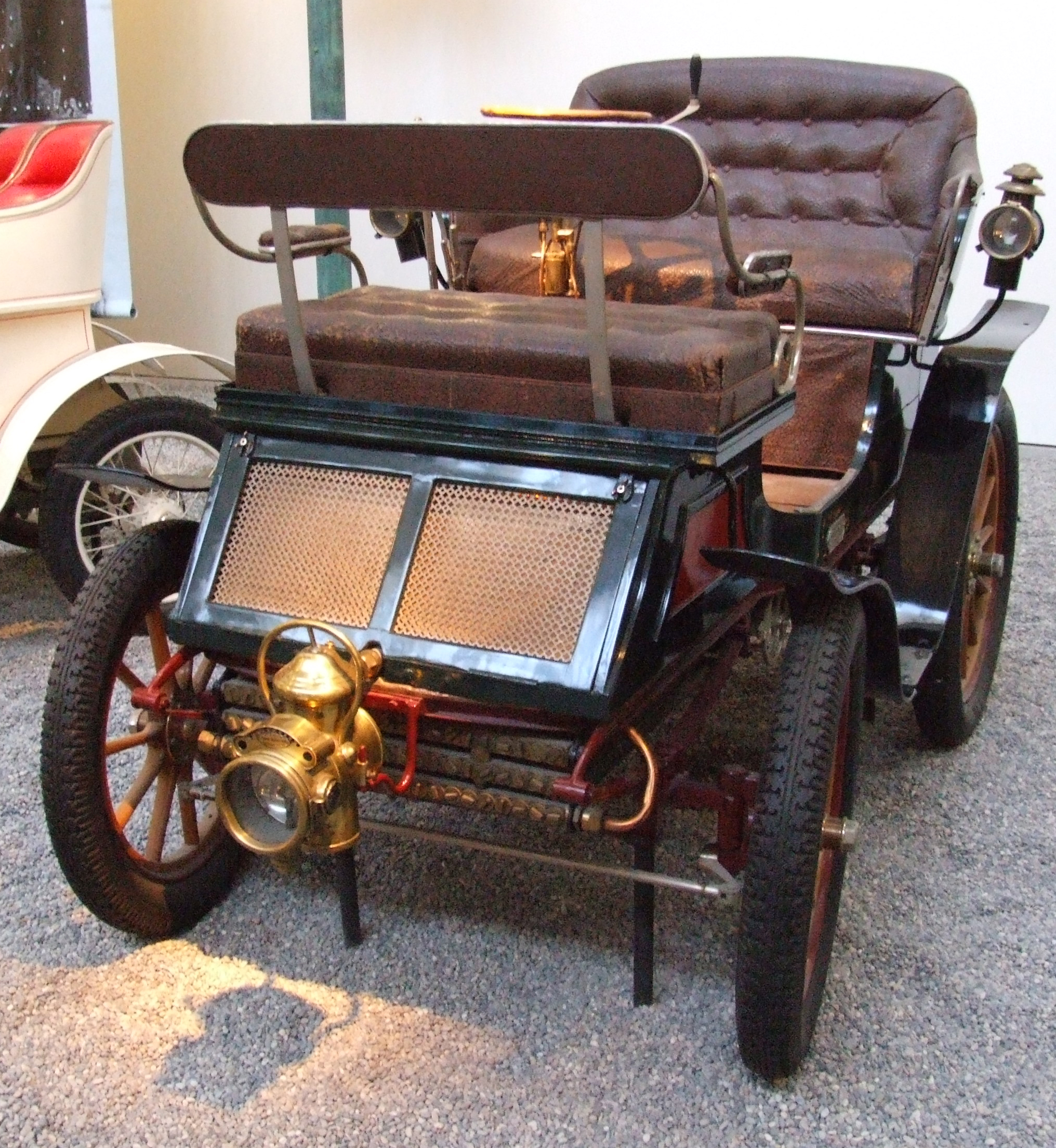
Um Gardner-Serpollet do tipo vis-à-vis de 1901.

Um Gardner-Serpollet Double Phaeton Tipo A de 1902.

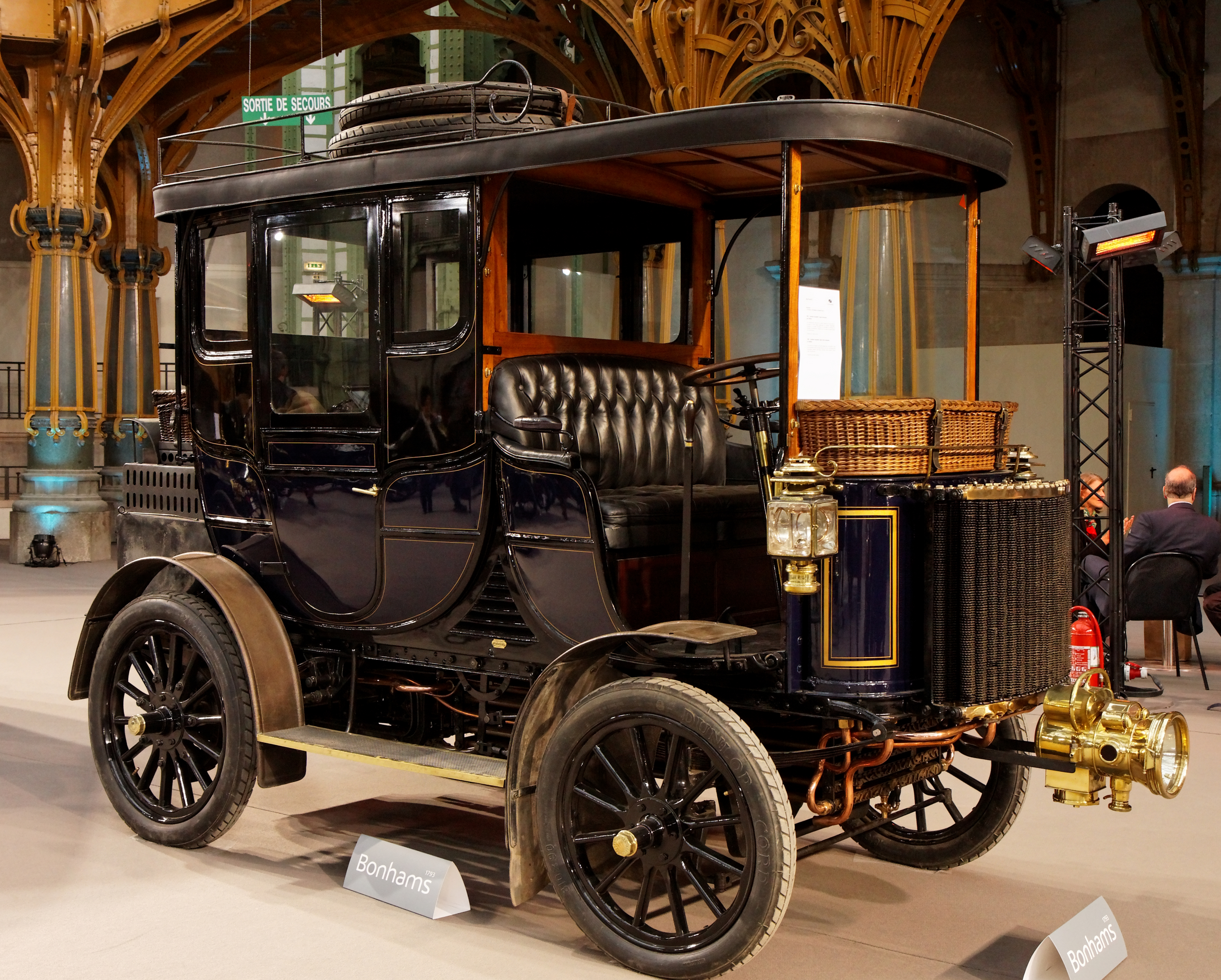
Um Gardner-Serpollet Coupé-Limousine de 1905.

### Société des Moteurs Serpollet Frères & Cie.
Os irmãos Léon e Henri Serpollet, criaram a empresa Société des Moteurs Serpollet Frères & Cie. em 1886, com a intenção de produzir em maior escala os veículos que Léon já vinha desenvolvendo nos anos anteriores, principalmente um triciclo movido a vapor, visto que os motores a vapor eram sua especialidade. No entanto, dificuldades financeiras e estruturais, impediram um começo rápido. Apenas no ano seguinte, depois da associação com o industrial e empreendedor Larsonneau a empresa tomou impulso, passando a se chamar: Serpollet & Cie.. Além do apoio administrativo e financeiro, Larsonneau colocou à disposição da empresa, a fábrica que possuia em Montmartre, sendo Léon nomeado diretor técnico.
O primeiro produto saiu da fábrica em 1887, um triciclo movido a vapor com potência de apenas 1 hp, com o qual Léon atingiu a velocidade de 30 km/h em 7 de maio de 1888.

### Société Anonyme des Générateurs à Vaporisation Instantanée Serpollet
Já no ano seguinte, a "Máquina Serpollet" ganhava mercado, sendo usada para gerar energia elétrica, impulsionar barcos e também triciclos. Os testes bem-sucedidos com seus triciclos movidos a vapor, permitiram que obtivesse uma licença para que esses veículos circulassem nas ruas de Paris. Nesse período, já em 1888, com o apoio de empresas públicas e privadas, uma segunda sociedade substitui a primeira: é a Société Anonyme des Générateurs à vaporisation instantanée Serpollet, com capital de 1 500 000 FF, permanecendo Léon na direção técnica.
Em 1889, em associação fabril com Armand Peugeot, alguns exemplares do triciclo de Serpollet, sob a designação de Peugeot Tipo 1, foram expostos no estande da Peugeot na Expo Mundial.
Em 1890, depois de uma viagem entre Paris e Lyon, cerca de 500 km, que durou 10 dias a velocidade média de 3,5 km/h, que apesar de alguns incidentes mecânicos e reparos improvisados, foi um sucesso, os pedidos começaram a chegar.
Em 1891, foi lançado um novo triciclo de sete lugares, equipado com um motor de dois cilindros que o permitia atingir velocidades de até 25 km/h. Enquanto isso, a Panhard & Levassor e a Peugeot, construíam carros equipados com motores Daimler de combustão interna fabricados sob licença.
Em 1892, Léon lançou dois novos modelos: um segundo triciclo e um automóvel equipado um motor a vapor muito mais elaborado, usando querosene no lugar de carvão como combustível.
E surge um novo modelo: o "Serpollet táxi 1893", um modelo com quatro rodas, sendo duas menores na frente, e um teto para os passageiros. Serpollet construiu modelos maiores e mais pesados, incluindo um furgão para artilharia do exército.
Foi nesse contexto, que no final de 1893, Léon decidiu abandonar teemporariamente a produção de triciclos e se concentra em adaptar o seu gerador em bondes, sendo bem sucedido na empreitada que culminou com a encomenda de 250 de seus bondes pela Compagnie Générale des Omnibus, e mais tarde vieram outras encomendas para outras cidades francesas, assim como para outras cidades europeias como Berlim, Stuttgart e Genebra.
O sucesso continuou até meados da década de 1890, quando a eficiência dos motores a vapor começou a ser questionada pelos partidários dos motores elétricos e de combustão interna.

### Société Gardner-Serpollet
Em 1899, Léon firmou sociedade com Frank L. Gardner um empreendedor americano criando a "Société Gardner-Serpollet", especializada em automóveis. A empresa dispunha de todas as melhorias industriais disponíveis na época, permitindo que Léon levasse o seu sistema ao nível de sofisticação mais alto possível, obtendo o máximo possível de um sistema a vapor, controlado de forma contínua, permitindo enfrentar os motores de combustão interna à gasolina. Em 1900, na Expo Mundial a Gardner-Serpollet ganhou a medalha de ouro.
No início da década de 1900, a Gardner-Serpollet oferecia uma gama de modelos de automóveis, e seus veículos movidos a vapor obtiveram êxito em competições de velocidade, quebrando recordes: 100 km/h em 1901 na 1ère coupe Rothschild e 120 km/h em 13 de abril de 1902, na 2ème coupe quando passava por Promenade des Anglais, Nice.

### O final
No entanto, já em 1905, ficava claro que os motores a vapor não teriam como competir com os motores de combustão interna. Em 1906 Léon se retirou e vendeu sua participação para a Darracq, vindo a falecer no ano seguinte.
Em 1906, uma pequena empresa italiana, a Ricordi Molinaro, de Milão, sob a denominação de Serpollet Italiana, produziu principalmente modelos de vans e automóveis da Serpollet sob licença, mas chegou a introduzir modelos do tipo Voiturette à gasolina em sua linha de produção.